# Halldóra B. Björnsson
Halldóra B. Björnsson, född 1907, död 1968, var en isländsk författare. Hon debuterade som lyriker 1949 med Dikt. Både i form och innehåll präglas hennes tre diktsamlingar av en modernistisk livskänsla parat med en klart uttryckt feministisk och pacifistisk hållning.
Halldóra B. Björnsson skrev även noveller och en bok med barndomsminnen. Hon var en av initiativtagarna till den isländska kvinnoorganisationen för fred och kultur.